# Macaranga pleytei
Macaranga pleytei är en törelväxtart som beskrevs av Lily May Perry. Macaranga pleytei ingår i släktet Macaranga och familjen törelväxter. Inga underarter finns listade i Catalogue of Life.